# Макарий (Гриниезакис)
Архиепископ Макарий (греч. Αρχιεπίσκοπος Μακάριος, в миру Константи́нос Гриниеза́кис, греч. Κωνσταντίνος Γρινιεζάκης; род. 15 марта 1974, Ираклион) — епископ Константинопольской православной церкви, архиепископ Австралийский (с 2019).

## Биография
Имеет разностороннее образование: получил степень магистра богословия в Бостонском университете, магистра искусств в Гарвардском университете, магистра биоэтики в Monash University, прослушал курс философии в Лувенском католическом университете. Получил награду Science and Religion Award Бостонского университета, которая впервые в истории была присуждена духовному лицу.
18 октября 1993 года был пострижен в монашество с именем Макарий и хиротонисан во иеродиакона. С 1994 по 1997 годы служил диаконом митрополичьего собора Святого Мины в Ираклион.
25 июня 1997 года был хиротонисан во иеромонаха, после чего до 1999 года служил на приходе святого Николая в Харасо (Ираклион, Крит).
23 апреля 1998 года в монастыре святого Георгия Епаносифи архиепископом Критским Тимофеем (Папуцакисом) был возведён в достоинство архимандрита.
В 1999—2002 годах служил в исторической общине святого Георгия в Саутбридже в США.
В 2000 году был преподавателем в Греческом колледже в Бостоне.
С 2002 года нёс послушание иерокирикса (священнопроповедника) Критской архиепископии.
В 2002—2010 годах архимандрит Макарий исполнял обязанности директора церковного радиоканала Критской архиепископии.
С 2002 по 2015 год преподавал на медицинском факультете университетов Крита, а в 2003 году удостоен степени доктора медицины в Критском университете.
С 2003 года — преподавал в Патриаршей высшей церковной академии Крита в Ираклионе.
В 2005—2010 годах был членом Синодальной комиссии Критской православной церкви по биоэтике и проблемам современного общества.
В 2006—2010 годах — председатель административной комиссии Школы византийской музыки Критской Архиепископии.
В 2007—2015 годах — директор Центра церковного образования Патриаршей высшей церковной академии Крита.
В 2007—2015 годах преподавал на медицинском факультете Фессалии.
На Пасху 2008 года (Την Κυριακή του Πάσχα) Вселенским патриархом Варфоломеем в Фанаре (Стамбул) награждён должностью «архимандрита Вселенского престола».
В 2009 году Священный синод Константинопольской православной церкви по предложению патриарха Варфоломея назначил архимандрита Макария членом Межправославной комиссии по биоэтике.
В 2009—2015 годах преподавал на медицинском факультете Афинского университета.
В мае 2011 года на первом заседании Межправославной комиссии по биоэтике был избран её генеральным секретарём.
В 2011—2015 годах — руководитель издательского отдела Критской архиепископии.
В 2011—2015 годах вёл занятия в Свято-Платоновской духовной семинарии Эстонской апостольской православной церкви Константинопольского патриархата. Принимал участие в богословском диалоге между ЭАПЦ и Эстонской евангелическо-лютеранской церковью.
В течение десяти лет удовлетворял религиозные нужды православных сотрудников посольства Греции в Анкаре, участвовал в международных симпозиумах и конференциях, является автором статей, исследований и монографий.

## Епископское служение
26 апреля 2015 года Священным синодом Константинопольской православной церкви был избран епископом Христупольским, викарием Таллинской митрополии.
16 мая 2015 года в соборе Святого Мины в Ираклионе был хиротонисан в сан епископа. Хиротонию совершили: архиепископ Критский Ириней (Афанасиадис), митрополит Иконийский Феолипт (Фенерлис), митрополит Леонтопольский Гавриил (Рафтопулос), митрополит Приконисский Иосиф (Харкиолакис), митрополит Иерапитинский и Ситийский Евгений (Политис), митрополит Аркалохориский Андрей (Нанакис), митрополит Халкидский Хризостом (Триандафиллу), митрополит Родосский Кирилл (Койеракис), митрополит Козанский Павел (Папалексиу), митрополит Патрский Хризостом (Склифас) и митрополит Адрианопольский Амфилохий (Стергиу).
26 мая 2016 года решением Синода Константинопольского патриархата включён в составе делегации Константинопольской православной церкви на Всеправославном соборе в качестве сопровождающего делегацию. В основную делегацию вошёл его правящий епископ митрополит Стефан.
В рамках подготовки решения Вселенского патриархата о предоставлении автокефалии православной церкви на Украине патриарх Варфоломей поручил Макарию исследование истории украинского вопроса и подготовку соответствующего доклада, который был представлен в начале сентября 2018 года. Доклад был подвергнут критике научно-церковным центром «Православная энциклопедия», был назван «не экспертным, а пропагандистским документом <…> удручающе низкого научного качества».
9 мая 2019 года решением Священного синода Константинопольской православной церкви назначен архиепископом Австралийским. 18 июня года прибыл в Австралию. 29 июня в Благовещенском соборе на Кливленд-стрит в Редферне в Сиднее состоялась его интронизация

## Книги
- 2002 — Παράκλησις των θλιβομένων, Το Παλίμψηστον
- 2004 — Πατριαρχικόν κοντάκιον, Το Παλίμψηστον
- 2005 — Κλωνοποίηση, Ακρίτας
- 2007 — Tο ήθος και το ύφος του εκκλησιαστικού ραδιοφώνου, Ακρίτας
- 2009 — Βιοηθικές θέσεις του Μητροπολίτου Γέροντος Εφέσου κυρού Χρυσοστόμου, Μυγδονία
- 2010 — Η δύναμη της συγνώμης, Εν πλω
- 2014 — Κλωνοποίηση, Γρηγόρη
- 2014 — Εισαγωγή στη βιοηθική, Γρηγόρη